# Johannes Fitz
Johannes Fitz (* 4. Juli 1796 in Dürkheim; † 16. Mai 1868 in Pfeffingen) war ein deutscher Kaufmann, Weingutsbesitzer und Dürkheimer Stadtrat. Als Mitglied des Deutschen Preß- und Vaterlandsvereins setzte er sich für den Erhalt der Presse- und Meinungsfreiheit in der Pfalz unter der bayerischen Herrschaft ein und war einer der Mitorganisatoren des Hambacher Festes von 1832.

## Leben und Wirken
Johannes Fitz wurde als Sohn eines Kaufmanns in Dürkheim geboren. Nach dem Tode des Vaters 1819 führte Johannes Fitz die Geschäfte weiter. Bei seiner Kandidatur zum Stadtrat 1829 erhielt Fitz die meisten Stimmen und wurde zum Adjunkten und Polizeikommissär ernannt. Aufgrund der sozialen und ökonomischen Verhältnisse war die Zahl der Vergehen und Verbrechen damals deutlich gestiegen. Vor allem Waldfrevel und Bettelei waren weit verbreitet. Fitz engagierte sich in seinem Amt angesichts dieser Missstände für soziale Reformen im Armenwesen. Er wollte die Armenfürsorge von Spenden unabhängig machen. Zukünftig sollte dafür eine an der Grundsteuer orientierte Abgabe erhoben werden. Gleichzeitig sollte eine zentrale Armenunterstützungsanstalt für effizientere und bedarfsgerechte Verteilung der Mittel sorgen. Mit seinen Vorschlägen konnte sich Johannes Fitz jedoch gegenüber dem Rat nicht durchsetzen.
Johannes Fitz gehörte zu den Gründungsmitgliedern des Deutschen Preß- und Vaterlandsvereins. Zusammen mit Friedrich Wilhelm Knoebel rief er das Dürkheimer Filialkomitee ins Leben. Kurz nach dem Verbot des Vereins am 1. März 1832 verkündete Fitz öffentlich seinen Rücktritt von seinen Ämtern, blieb aber im Stadtrat.
Unter der Leitung von Johannes Fitz beteiligten sich die Dürkheimer am Hambacher Fest am 27.–28. Mai 1832. Etwa 500 Bürger, darunter viele Winzer, nahmen am Festzug teil. Eine der mitgeführten Fahnen mit der Aufschrift „Die Weinbauren müssen Trauren“ befindet sich heute im Besitz der Museumsgesellschaft Bad Dürkheim. Am 28. Mai hielt Johannes Fitz in Neustadt eine Rede, die in der Festbeschreibung von Johann Georg August Wirth abgedruckt wurde. Fitz rief darin zur Solidarität mit dem polnischen Volk auf, das sich im Novemberaufstand von 1830 bis 1831 vergeblich gegen die Herrschaft des russischen Zaren erhoben hatte. Gleichzeitig war seine Rede auch ein Appell, sich um die eigene nationale Einheit in Freiheit zu bemühen.
Durch die Absetzung des Dürkheimer Bürgermeisters Friedrich Jakob Koch wurden Anfang Juni 1832 vorgezogene Neuwahlen zum Stadtrat notwendig. Erneut erhielt Johannes Fitz die meisten Stimmen. Aufgrund seiner politischen Gesinnung verhinderten die bayerischen Behörden aber seine Ernennung zum Bürgermeister.
Die nach dem Hambacher Fest erlassenen behördlichen Verbote umfassten u. a. das Zurschaustellen aller freiheitlicher Symbole. Dazu gehörten auch die pfalzweit an vielen Orten aufgestellten Freiheitsbäume. In Dürkheim stand ein solcher Baum auf dem Obermarkt. Zur Durchsetzung der Anordnungen wurden bayerische Truppen in die Stadt verlegt, was zu Unruhen in der Bevölkerung führte. Durch das Einschreiten des Johannes Fitz konnte eine gewaltsame Auseinandersetzung vermieden werden. In diesem Zusammenhang kam es zu einer Begegnung mit Feldmarschall Carl Philipp von Wrede, dem außerordentlichen Kommandeur der in die Pfalz verlegten bayerischen Truppen zur Wiederherstellung der öffentlichen Ordnung nach dem Hambacher Fest. Wrede setzte sich danach persönlich dafür ein, dass gegen Fitz Anklage wegen Majestätsbeleidigung und Anstiftung zum Aufruhr erhoben wurde. 
Nach der Verhaftung der führenden Köpfe des Deutschen Preß- und Vaterlandsvereins gehörte Fitz zu dem Personenkreis, der sich um eine deutschlandweite Neuorganisation der liberalen Protestbewegung bemühte. Fitz war Teilnehmer an konspirativen Sitzungen, die u. a. die Verlegung des Vereinssitzes nach Frankfurt zum Ziel hatten. 
Im September 1832 planten Dürkheimer und Neustädter Liberale unter Führung von Johannes Fitz und Johann Philipp Abresch anlässlich des Dürkheimer Wurstmarktes eine erneute Kundgebung im Stile des Hambacher Festes, schreckten aber angesichts der Präsenz der Staatsmacht im letzten Moment vor der Ausführung des Planes zurück.
Im selben Monat war Johannes Fitz an der spektakulären Befreiung von Jacob Venedey aus dem Gefängnis in Frankenthal und seiner Flucht nach Frankreich beteiligt.
Aufgrund seiner maßgeblichen Mitwirkung am Hambacher Fest sowie an den Protestnoten gegen die danach erlassenen Strafmaßnahmen des Deutschen Bundes und der bayerischen Behörden wurden gegen Fitz ab 1832 mehrere Prozesse angestrengt. Etliche Reisen nach Frankreich, vor allem nach Straßburg und Paris, dienten dazu, sich einer drohenden Verhaftung zu entziehen. 1834 wurde er in letzter Instanz in München zu 9 Monaten Haft verurteilt, die er aufgrund eines Gnadengesuches nur zum Teil verbüßen musste.
Fitz stand auch in den folgenden Jahren noch unter behördlicher Beobachtung, trat aber nicht mehr als Hauptakteur in Erscheinung. Er ist im Schwarzen Buch der Frankfurter Bundeszentralbehörde (Eintrag Nr. 424) festgehalten. Am Vorabend der Revolution von 1848/49 rief er die Bevölkerung zur Besonnenheit auf und trat für eine verfassungsgemäße Verfolgung der angestrebten Ziele ein.

## Auswanderergesellschaft
1832 gründete Fitz die Gesellschaft rheinbaierischer Auswanderer. Wie die Gießener Auswanderungsgesellschaft und andere verfolgte sie das Ziel, deutsche Siedler in die Region um Missouri und Arkansas zu verbringen, um dort einen national geprägten eigenen Bundesstaat innerhalb der USA zu gründen. Der Plan scheiterte zwar, dennoch kamen viele Auswanderer im Zuge dieser Bewegung in die USA. 1833 verließ auch eine Gruppe von Mitgliedern der Gesellschaft rheinbaierischer Auswanderer Deutschland Richtung New Orleans. 

## Sektproduktion und Export
Ab 1832 unterhielt Fitz im benachbarten Pfeffingen ein Weingut. Zusammen mit seinem Cousin Georg Peter Fitz, der selbst ein Weingut betrieb, beschäftigte er sich mit der Sektproduktion, angeregt durch seine Aufenthalte in Frankreich. 1840 kam der erste Moussirende Haardt-Gebirgswein auf den Markt. 1842 erhielten Georg Peter Fitz und seine Kompagnons für ihre Produktion einen Verdienstorden des bayerischen Königs. Johannes Fitz blieb dies aufgrund seiner politischen Gesinnung verwehrt. Dennoch war auch er wirtschaftlich erfolgreich. In den 1860er-Jahren exportierte das Weingut Fitz Sekt und Wein in die USA, unter anderem nach Cleveland und New York. Zu repräsentativen Zwecken ließ Johannes Fitz 1842 den Dürkheimer Vigilienturm als Weinbergstempel errichten.